# 바얀급 장갑순양함
바얀급 장갑순양함(Armored Croiseur class Bayan)은 러시아 제국 해군의 장갑순양함 구축함급이다. 단 함으로 통상파괴 작전에서 함대 직영함까지 운영되었으며, 일반 장갑순양함으로 프랑스에 설계를 의뢰해 건조되었다. 이 때문에 1번함인 바얀 만 프랑스 소시에떼 누벨르 지중해 조선소에서 제작되었고, 나머지 3척은 러시아에서 제작된 것이다.

## 개요
선체 형상은 외양 항해 성능을 높이기 위해 높은 건현을 가진 긴 뱃머리 누각형 선체로 외양에서 능파성은 양호했다. 함수에서 앞쪽을 향해 203mm 속사포를 올린 단장 주포탑 1개를 배치하고, 사령탑을 하부로 편입하였으며, 함교 구조는 상자형이다. 사령탑과 함교 주위에 상하 2단의 선교를 가지고 있었다. 그 뒤에는 1단의 감시소가 있는 단각식의 정면 기둥이 서 있다. 함교 뒤로는 일정한 간격으로 늘어선 4개의 굴뚝이 서 있다. 굴뚝 주위에는 함재정 보관소가 있으며, 현측에 2개를 1세트로 함재정이 편현에 2쌍식 모두 4조로 운용된다. 4번 굴뚝 뒤쪽은 간소한 단각 후방 돛이 있고, 후방으로 향해 있는 주 포탑 1기가 실려 있다. 함미 수면 아래에 방향타가 자리를 잡고, 현마다 1축씩 통로에 4장 날개 프로펠러가 달려있다. 부포는 현측에 일정한 간격으로 배치된 돌출부에 152mm 단장 속사포가 케이스 메이트 배치로 현마다 4기씩 총 8개를 가진다.

## 무장

### 주포
바얀급의 주포는 ‘패턴 1892 203mm (45 구경) 속사포’를 채택했다. 그 성능은 87.8kg의 포탄을 최대 앙각 18도에서 16,100m까지 발사할 수 있었다. 이 포를 새롭게 설계한 단장식 포탑에 담았다. 포탑의 부앙 능력은 앙각 18도, 부각 5도이다. 회전 각도는 단일체 수미선 방향으로 0°도, 좌우 135도의 회전 각도를 가지고 있으며, 주포의 포신 부앙, 포탑의 회전, 포탄의 양탄, 장전은 주로 전동으로 이뤄지며, 보조 인력이 필요했다. 발사 속도는 분당 1발이었다.

### 부포 외
당시 러시아 제국은 프랑스 기업에 의존하고 있었기 때문에 부포도 카네사의 제품을 구입하여 ‘패턴 1892 152mm (45 구경) 속사포’를 채택했다. 성능은 41.4kg의 포탄을 최대 앙각 20도에서 11,520m까지 쏘아 보낼 수 있었다. 이 포를 단장포가에 올려서 현측 케이스 메이트(포곽)에 배치해 현마다 4기씩 총 8기를 배치했다.부앙 능력은 앙각 20도, 부각 5도이다. 회전 각도는 100도의 선회 각도를 가지고 있고, 포신의 부앙, 포탑의 선회, 포탄의 양탄, 장전은 주로 인력을 필요로 했다. 발사 속도는 분당 7발로 빠른 편이었다. 그 외에도, 대 어뢰정 요격을 위해 패턴 1892 75mm (50구경) 속사포를 단장포가 20개, 근접전투용으로 이 시대의 군함에 널리 채택된 프랑스의 호치키스 사의 ‘호치키스 47mm (40구경) 기관포를 단장포 차체에 8개를 장착했다. 대함 공격용으로 457mm 어뢰 발사관을 현측 부에 단장 발사관을 2개를 배치했다.

## 동급함
| 함명                                | 제작                                    | 기공            | 진수             | 취역             |
| ----------------------------------- | --------------------------------------- | --------------- | ---------------- | ---------------- |
| 바얀 (Баян)                         | 지중해 조선소 (프랑스 라센쉬르메르)     | 1899년 3월      | 1900년 5월 31일  | 1902년 12월      |
| 아드미랄 마카로프 (Адмирал Макаров) | 지중해 조선소 (프랑스 라센쉬르메르)     | 1905년 4월 3일  | 1906년 4월 25일  | 1908년 4월       |
| 바얀 (1907년)                       | 뉴 아드미랄티 조선소 (상트페테르부르크) | 1905년 8월 15일 | 1907년 8월 2일   | 1911년 11월 30일 |
| 팔라다 (Паллада)                    | 뉴 아드미랄티 조선소 (상트페테르부르크) | 1905년 8월      | 1906년 10월 28일 | 1911년 2월 8일   |

## 참고 문헌
- 《세계의 함선》 증보판 제50집 프랑스 순양함 역사 (해인사)
- Conway 《All The World's Fightingships》 1860-1905」(Conway)